# Rhopalomyia anthoides
Rhopalomyia anthoides är en tvåvingeart som beskrevs av Gagne 1983. Rhopalomyia anthoides ingår i släktet Rhopalomyia och familjen gallmyggor. Inga underarter finns listade i Catalogue of Life.